# محمد الکواری
محمد الکواری (انگلیسی: Mohammed Al Kuwari؛ زادهٔ ۲۳ مارس ۱۹۹۲) یک بازیکن فوتبال است.